# Бобринський Олексій Олександрович
Граф Олексій Олександрович Бобринський (нар. 19 травня 1852, Санкт-Петербург — пом. 2 вересня 1927, Грасс, Франція) — російський археолог, політичний і державний діяч, праправнук імператриці Катерини II і її фаворита Г. Г. Орлова.

## Життєпис
З графського роду Бобринських. Праправнук Катерини II і Г. Г. Орлова, син генеалога Олександра Олексійовича Бобринського.

### Дати із життя
- 1870—1872 — навчався на юридичному факультеті Петербурзького університету.
- 1872 — почав державну службу в канцелярії Комітету міністрів Російської імперії.
- 1875 — петербурзький повітовий голова дворянства.
- 1876 — виконувач обов'язків губернського голови дворянства.
- 1878 — губернський голова дворянства (до 1898 р.).
- 1883 — камергер.
- 1890 — гофмейстер.
- 1896 — сенатор.
- 1914 — голова Ради Російсько-англійського банку (до 1917).
- 1916 — заступник міністра внутрішніх справ Російської імперії (з 25 березня до 21 липня), міністр землеробства (з 21 липня до 14 листопада 1916 р.). Обер-гофмейстер.

### Власність
Мав 52002 десятин землі родових маєтків (нероздільно з братами) у Київській, Курській, Орловській, Симбірській, Таврійській, Тульській губерніях; 4300 десятин родового матері в Петербурзькій губернії. Володів будинками в Петербурзі, Москві, Харкові, 5 цукровими заводами (в нероздільному капіталі з братами), двома винокурними заводами, двома млинами. Був головою акціонерного товариства «Лисьвенський гірський округ спадкоємців графа П. П. Шувалова»

### Політична діяльність
Був членом Сільськогосподарської ради міністерства землеробства, голова Кустарного комітету.
Був головою Петербурзької міської думи.
- 1905 — член Ради Вітчизняного союзу,
- 1906 — з травня голова Постійної Ради об'єднаного дворянства (до 1912 р.).

Член Російських зборів і почесний член Київського клубу російських націоналістів.
- 1908 — з листопада член Ради Російських зборів (до осені 1910 р.).
- 1915 — член Ради монархістів 21-23 листопада в Петрограді.

Входив в «Бюро для взаємної проінформованості та спільних дій правих діячів», під головуванням А. А. Ширинського-Шихматова.
Склад «Бюро»:
члени Думи
- А. С. Вязігін
- Г. Г. Замисловський
- А. А. Бобринський

члени Державної ради
- А. С. Стішинський
- князь А. Н. Лобанов-Ростовський
- М. Я. Говорухо-Отрок

Проводив у себе політичні раути, намагаючись зблизити крайніх правих з «октябристами» і націоналістами.
Після Жовтневої революції входив до монархічної «Ради державного об'єднання Росії»

### У Державній думі
Балотувався до I Державної Думи Російської імперії як незалежний кандидат, але невдало.
Перед виборами в II Державну Думу примкнув до партії «правих», від яких балотувався до Санкт-Петербурга (без успіху).
У депутати пройшов як «правий» до III Державної Думи від Київській губернії.
В Думі належав до фракції «правих», часто виступав з питань історії та археології. Також виступав з бюджетних і загальнополітичних питань, був прихильником П. А. Столипіна, іноді вставав на позиції крайнього консерватизму. Був заступником голови фракції «правих».
Вів щоденник, частково опублікований.

## Наукова діяльність
- 1886—1917 — голова Імператорської археологічної комісії, член різних зарубіжних археологічних товариств, член Комітету для вивчення Середньої Азії та Східної Азії,
- 1889 — віце-президент Імператорської академії мистецтв.
- 1894 — голова Вільного економічного товариства.

Проводив археологічні розкопки, в основному поблизу Керчі і в Київській губернії, результати яких були опубліковані в тритомній монографії «рос. Курганы и случайные находки близ местечка Смелы» (I — 1887, II — 1894, III — 1901) та почасових виданнях («рос. Известия Императорской Археологической Комиссии» з 1882 до 1911 року й «Известия Императорской Археологической Комиссии» вип. 14, 16-18, 35, 37 і 40). Загалом, в період між 1879 та 1911 колодязним та траншейними методами Бобринський розкопав 523 кургани. Беручи участь в розкопках кургану «Солоха», знайшов золотий скіфський гребінь (зберігається в Ермітажі), зібрав колекцію старовинної бронзи історичної значущості. Передав частину своїх колекцій Московському товариству природознавства і Київському музею старожитностей та мистецтв.

## Праці
Бобринський також надрукував ряд робіт про доісторичну, класичну російську археологію:
- (рос.) «Херсонес Таврический» (1905),
- (фр.) «Notes d'archeologie russe» («Rev. arch.» 1904);
- (фр.) «Newly discovered guardi» («Burl. Mag.» XIX, 1991);
- (рос.) «Киевская миниатюра XI в. и т. д.» («Записки Археологического Общества», 1902) й ін. У 1911 р. — у зв'язку з 25-річчям діяльності Бобринського як голови археологічної комісії був опублікований «Збірник археологічних статей, піднесений графу А. А. Бобринському» (1911).
- (рос.) Бобринский, А. (1913) Отчет о раскопках в Киевской губернии в 1911 году, Известия Императорской археологической комиссии, 49, с. 89–100.
- Бобринский А. Киевские миниатюры XI века и портрет Князя Ярополка Изяславича в псалтыре Эгберта, архиепископа Трирского / граф А. Бобринский. – СПб. : Тип. И. Н. Скороходова, 1902. – 21 с. : ил. [Архівовано 13 серпня 2020 у Wayback Machine.]

## Родина
Олексій Олександрович був одружений двічі:
- 1-ша дружина з 23 лютого 1883 — Надія Олександрівна Половцова (*1865—†1920), дочка промисловця і мецената Олександра Олександровича Половцова, спадкоємиця значної частки капіталів барона Штігліца. З 1906 р в розлученні. У шлюбі народилися чотири дочки і один син:
  - Катерина (*1883—†1954), з 30 квітня 1908 р. одружена з Іллею Михайловичем Миклашевським (*1877—†1961).
  - Надія (*1884—†1896), померла від апендициту.
  - Домна (*1886, Санкт-Петербург —†1956, Париж, Франція), з 1908 р. одружена з графом Дмитром Олександровичем Шереметьєвим (*1883—†1963).
  - Софія (*1887—†1949), з 1907 р. одружена з князем Сергієм Олександровичем Долгоруким (Долгоруковим) (*1872—†1933). (За іншою версією чоловіком Софії Олексіївни був князь Петро Олександрович Долгоруков (*1883—†1925)). Розлучилася в 1913 р. або в 1914 р. Другий раз вийшла заміж 12 листопада 1918 р. в Петрограді за князя Петра Петровича Волконського (*1872—†1957).
  - Олексій (*3 жовтня 1893 р., Санкт-Петербург —†6 лютого 1971, Лондон, Велика Британія), одружений тричі.
- 2-га дружина з 1920 р. (Константинополь, Османська імперія) — Раїса Петрівна Новикова (*1894—†1970). У шлюбі народився один син:
  - Микола (*8 лютого 1921 р., Ніцца, Франція —†12 вересня 2006 р., Нью-Йорк, США), художник, одружений двічі.

## Спогади сучасників
П. П. Менделєєв про Бобринського:
|  | Ближче пізнав вже як товариша міністра внутрішніх справ і міністра землеробства. Тут опинився він зовсім не на своєму місці. Легковажність всіх його виступів, поверхневе, недостатньо серйозне ставлення до обговорюваних важливих, актуальних питань - мене прямо вражали. |

## Нагороди
- Орден Святого Станіслава 1 ступеня (1888 р.);
- Орден Святої Анни 1 ступеня (1893);
- Орден Святого Володимира 2 ступеня (1896);
- Орден Білого Орла (1901);
- Орден Святого Олександра Невського (1905) з діамантовими знаками (1911);
- Найвища подяку (1913).
- Медаль «В пам'ять коронації імператора Олександра III» (1883);
- Медаль «В пам'ять царювання імператора Олександра III»;
- Медаль «В пам'ять коронації Імператора Миколи II» (1896);
- Медаль «В пам'ять 300-річчя царювання дому Романових» (1913);
- чорногорський Орден князя Данила I 2-го ступеня (1883);
- французький Орден Почесного легіону, командорський хрест (1894).